# Euthalia psittacus
Euthalia psittacus är en fjärilsart som beskrevs av Hans Fruhstorfer 1907. Euthalia psittacus ingår i släktet Euthalia och familjen praktfjärilar. Inga underarter finns listade i Catalogue of Life.